# Ever (singel Gackta)
EVER – trzydziesty ósmy singel japońskiego artysty Gackta, wydany 28 lipca 2010 roku. Limitowana edycja CD+DVD zawierała dodatkowo teledysk do utworu tytułowego. Singel osiągnął 4 pozycję w rankingu Oricon i pozostał na listach przebojów przez 21 tygodni. Sprzedano 53 140 egzemplarzy.
W teledysku wystąpili gościnnie trzej członkowie z popularnych zespołów visual kei. Byli to basista Ni~ya z Nightmare, perkusista Tsukasa z D’espairsRay, gitarzysta Shun z DuelJewel oraz gitarzysta You Kurosaki z wspierającego zespołu artysty GacktJob.

## Lista utworów
Wszystkie utwory zostały napisane przez Gackt C.
| Nr | Tytuł                                                                               | Aranżacja | Czas |
| -- | ----------------------------------------------------------------------------------- | --------- | ---- |
| 1. | "EVER"                                                                              | Gackt.C   |      |
| 2. | "UNCONTROL ♂Kyōkiranbu edition♂" (jap. UNCONTROL ♂狂喜乱舞 edition♂)                | Gackt.C   |      |
| 3. | "EVER" (Instrumental)                                                               | Gackt.C   |      |
| 4. | "UNCONTROL ♂Kyōkiranbu edition♂" (jap. UNCONTROL ♂狂喜乱舞 edition♂) (Instrumental) | Gackt.C   |      |

## Notowania
| Lista                       | Pozycja |
| --------------------------- | ------- |
| Oricon Weekly Singles Chart | 4       |
| Billboard Japan Hot 100     | 18      |
| Billboard Hot Singles Sales | 5       |